# Pendopo

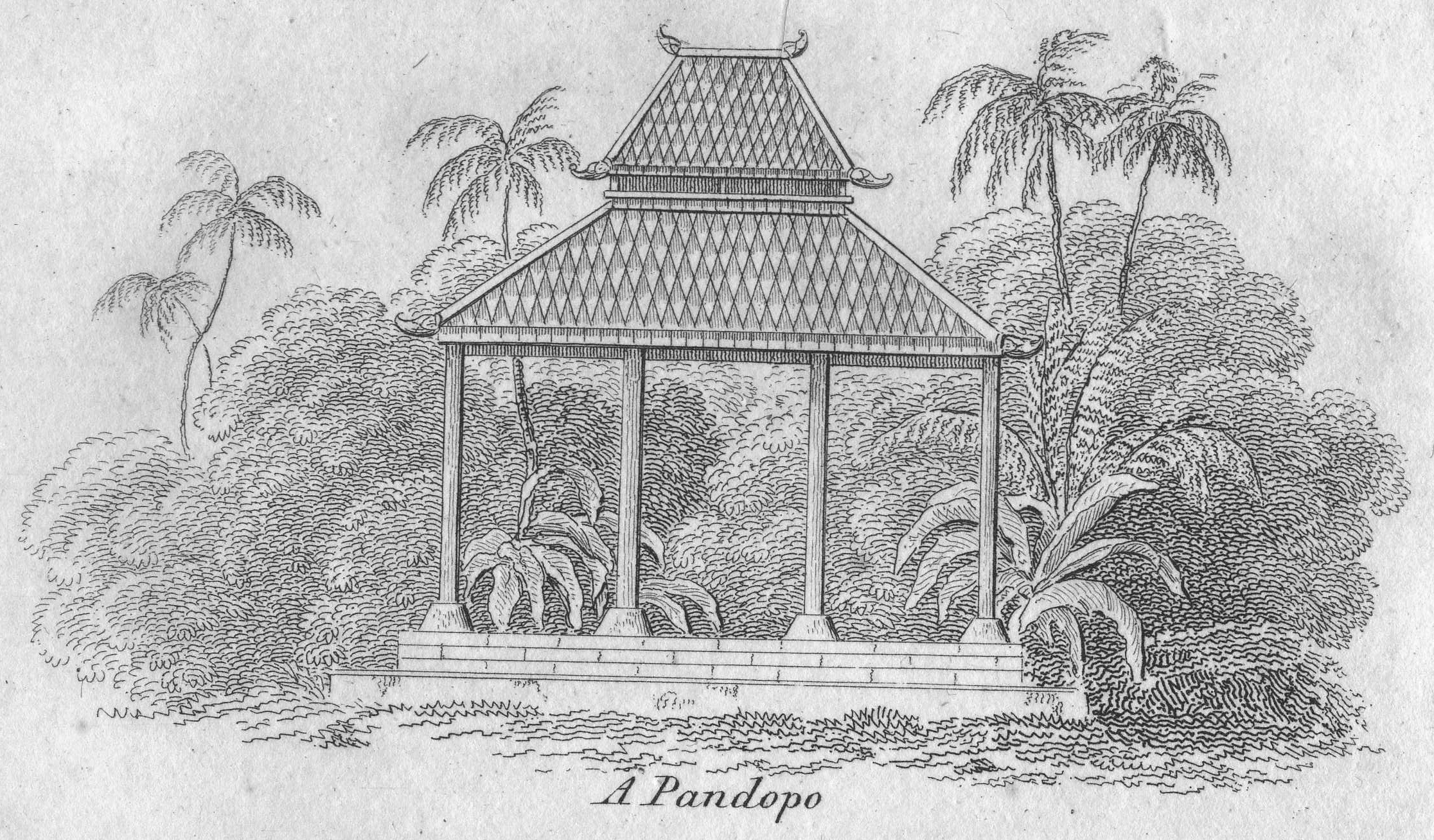
Gravure montrant un pendopo

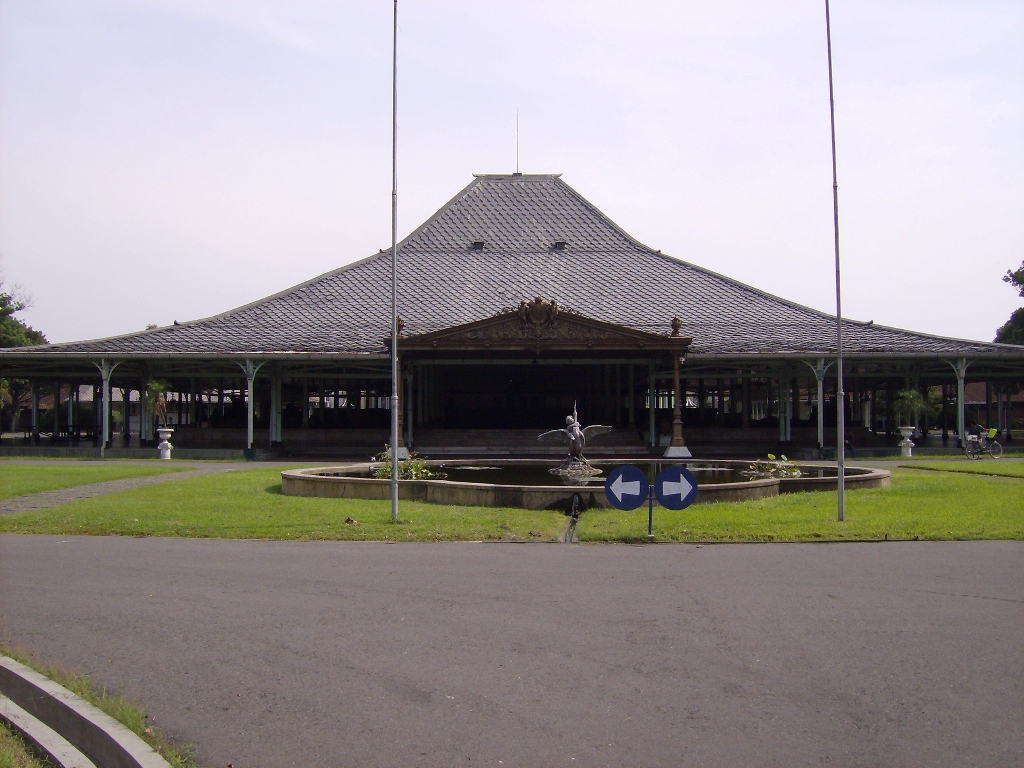
Le grand pendopo du palais du Mangkunegaran à Surakarta

Un pendopo est, à Java en Indonésie, un grand pavillon ouvert, de plan rectangulaire, consistant en un toit soutenu par une structure reposant sur une ou plusieurs rangées de colonnes. Le mot vient du sanscrit mandapa, "pavillon".
Traditionnellement, le pendopo était un élément architectural caractérisant la demeure de personnes de pouvoir ou de haut rang. Dans les villes javanaises, il désigne ainsi de nos jours le bâtiment qui constituait la résidence du bupati ou préfet de l'époque coloniale. Ces bâtiments sont en général maintenant occupés par les bureaux de l'administration du kabupaten (département). Un exemple est Bandung, capitale de la province de Java occidental, où le pendopo désigne l'ancienne résidence du comte Wiranatakusumah, dernier bupati de la période coloniale, qui conserva cette fonction après l'indépendance.
Le pendopo était le lieu où les rois, princes et seigneurs tenaient audience, et où se déroulaient les cérémonies de la cour. Il joue toujours ce rôle dans les palais princiers de Java, à Cirebon, Surakarta et Yogyakarta. Le grand pendopo du palais princier Mangkunegaran à Surakarta en est un bel exemple. Il abrite les orchestres gamelan du palais. Tous les mercredis matin à 10 heures s'y tient un cours de danse dans la tradition de cour javanaise. La structure ouverte permet au public d'y assister.

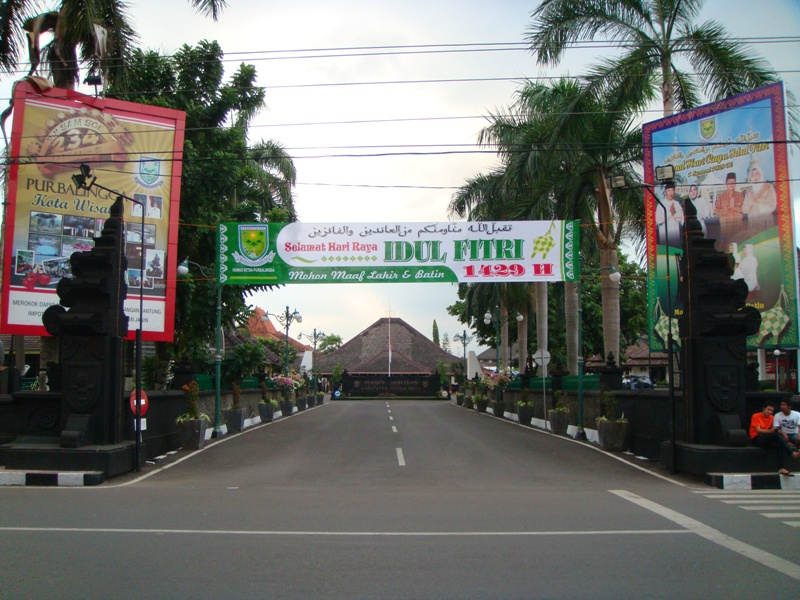
Le pendopo de l'hôtel du kabupaten de Purbalingga (Java central)

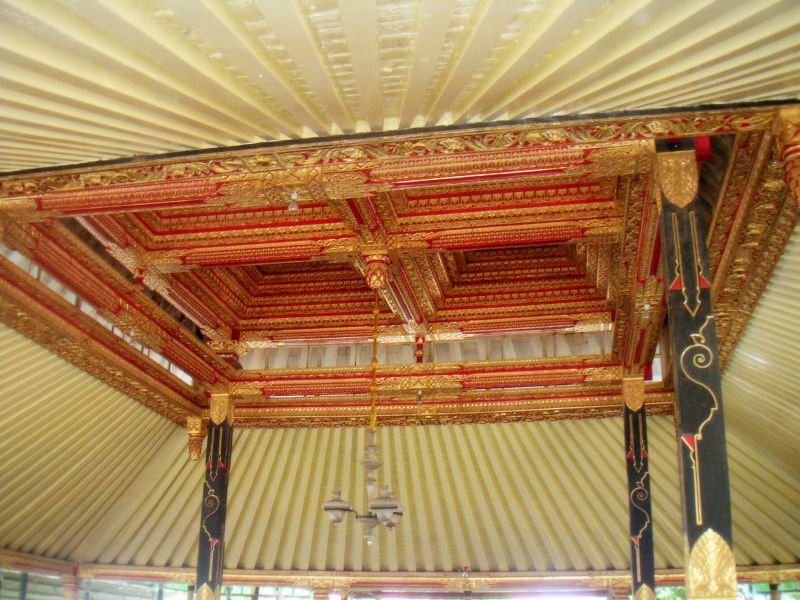
Plafond de pendopo appelé tumpangan

Le pendopo était l'élément qui distinguait la demeure d'un noble de celle d'un roturier. En particulier, les demeures des bupati de l'époque coloniale possédaient un pendopo.
Aujourd'hui, de nombreuses constructions modernes, publiques aussi bien que privées, comportent un pendopo.